# Bárbara D'Achille
Bárbara Bistevins Treinani de D'Achille  (Dobele, 2 de marzo de 1941 - Huancavelica, 31 de mayo de 1989) fue una ecologista y periodista italiana radicada en el Perú. 
Se caracterizó por ejercer el periodismo ecológico y de conservación en una época en que dicha actividad era aún nueva en el Perú. Fue precisamente en esas circunstancias, investigando sobre el trabajo de conservación que realizaba la Corporación de Desarrollo de Huancavelica, Perú, - con el proyecto de conservación de camélidos sudamericanos - en el paraje de Huarmicocha, que su auto fue emboscado por un grupo perteneciente a la organización terrorista Sendero Luminoso, a quienes se negó a realizar una entrevista política, aduciendo que ella era una periodista ecológica, siendo asesinada frente a la laguna de Tutacoccha, junto con el Ing. Esteban Bohórquez que trabajaba en dicho proyecto de conservación y actuaba como su guía.

## Vinculación a la ecología en el Perú
Bárbara nació en la ciudad de Dobele en la antigua República Socialista Soviética de Letonia, parte de la Unión de Repúblicas Socialistas Soviéticas. Llegó al Perú con apenas 20 años de edad y trabajó como tripulante de la compañía de aviación Panagra. En el Perú conoció y se casó con Maurizio d'Achille. Debido al trabajo de este vivió por casi dos décadas en la Amazonía. Así entre los años 1968 y 1984 vivió en Pucallpa, Iquitos y Manaus (Brasil), y luego volvería Pucallpa. Es en su segunda estadía en Pucallpa trabó amistad con Felipe Benavides Barreda, patriarca del ecologismo peruano, y se integra a Pro Defensa de la Naturaleza, PRODENA.
Barreda le encargó varios informes y, al ver su interés y claridad para redactar los asuntos relativos al medio ambiente, le propuso a los directores del diario El Comercio (Perú) - Aurelio Miró Quesada Sosa y Alejandro Miró Quesada Garland-, la creación de una página de Ecología, y la recomendó como encargada a Bárbara de d'Achille.
Barbara, que había adoptado al Perú como su patria, gracias a dicho trabajo periodístico pudo recorrer todo el país a fin de transmitir su preocupación y sensibilizar a través de sus escritos sobre la destrucción de parajes naturales y un desarrollo mal enfocado, utilizando como única herramienta sus valiosos artículos.

## Artículos
Bárbara D'Achille escribió diversos artículos sobre los parques y áreas de conservación en Yanachaga-Chemillén, el río Abiseo, Pacaya-Samiria, Cutervo, el Manu, Machu Picchu, el Tambopata-Candamo, de Tumbes, los Cerros de Amotape y el Coto de Caza El Angolo; también de los Pantanos de Villa, Paracas, el Colca y el Lago Titicaca, entre otros.

## Muerte
Conforme al informe final de la Comisión de la Verdad y Reconciliación (Perú), creada en el año 2001, y cuyo informe final se entregó en agosto del año 2003,  la mañana del 31 de mayo de 1989 Bárbara D'Achille acudió a la Corporación de Desarrollo (CORDE-Huancavelica) donde acordó con el director de Proyectos Especiales de esa institución, ingeniero Esteban Bohórquez Rondón, realizar una visita al Proyecto Especial de Camélidos Sudamericanos que se ejecutaba en las comunidades de Tinyaclla y Pueblo Libre del distrito de Huando (Huancavelica). Al promediar las 10.30 de la mañana, partieron en una camioneta del Proyecto FAO-Holanda. Junto a ellos, viajaron también Jaime Valerio Condori Matamoros (maestro de obra), Victor Hugo Cabezas Saforas (dibujante arquitectónico) y el chofer Hugo Máximo Villafuerte Durand. En el trayecto el chofer del auto se percató que no había suficiente gasolina, dirigiéndose a la mina "Martha", fueron interceptados por personas armadas, pertenecientes al grupo terrorista Sendero Luminoso, siendo capturados y trasladados a la laguna Tutacocha.
En este paraje, un sujeto – posteriormente identificado como (c)“Rogelio” le pidió a la Sra D'Achille que le haga una entrevista política y le tome fotos, a lo que Bárbara se negó rotundamente. Tres personas fueron posteriormente liberadas pero Bárbara D'Achille y Esteban Bohórquez, por ser empleado estatal, quedaron como rehenes. Al día siguiente una patrulla de las fuerzas del orden encontró sus cadáveres. La periodista había fallecido a consecuencia de golpes con piedras que le destrozaron el cráneo y el ingeniero Bohórquez por dos disparos de arma de fuego en la cabeza. La camioneta en la que viajaban había sido dinamitada.
Si bien posteriormente varios terroristas capturados de Sendero Luminoso fueron vinculados en este caso como presentes en dicho momento, los responsables directos de la muerte de Bárbara D'Achille y de Esteban Bohórquez no fueron capturados y sancionados.

## Premios y homenajes
En 1986 le fue conferido el Premio Maria Koepcke al Periodismo de Conservación.
El 3 de junio de 1989 el Gobierno peruano condecoró a Bárbara D´Achille póstumamente.
En honor a Bárbara D´Achille se renombró “pampa galeras”, el hábitat natural de miles de camélidos sudamericanos, como Reserva nacional Pampa Galeras-Bárbara d'Achille. Asimismo, el diminuto loro verde sin nombre del Amazonas recibió la denominación científica de Nannopsittaca dachilleae.
Se instituyó el Premio Nacional del Medio Ambiente del Perú Barbara D’Achille.
Igualmente existen centros educativos y ONGs en el Perú que llevan su nombre, así como un parque en el distrito de La Molina, de la ciudad de Lima, un zoocriadero en Olmos y una urbanización en la provincia de Barranca, departamento de Lima.